# Герб Владикавказа
Герб Владикавказа является геральдическим символом города Владикавказ Республики Северная Осетия Российской Федерации.

## Описание
Герб Владикавказа представляет собой четырёхугольный, с закруглёнными нижними углами, заострённый в нижней оконечности французский щит, разделённый на две части. В верхней части геральдического щита на фоне голубого неба изображена белеющая вершина горы Казбек и протянулась линия Чёрных гор, своим контуром напоминающая Столовую гору. Ниже, в виде зелёной полосы, изображён Лесистый хребет.
В центральной части герба — закрытые крепостные ворота, сияющие золотом. В нижней части щита на красном фоне по диагонали расположено изображение золотого замкового ключа с прорезью в виде креста. Щит увенчан большой императорской короной с крестом и обрамлён венком из дубовых веток с золотистыми листьями, перевитыми муаровой лентой голубого цвета, снизу связанной узлом.

## История

Герб Владикавказа и Терской области 1873 года. По изданию «Города России. Энциклопедия», 1994

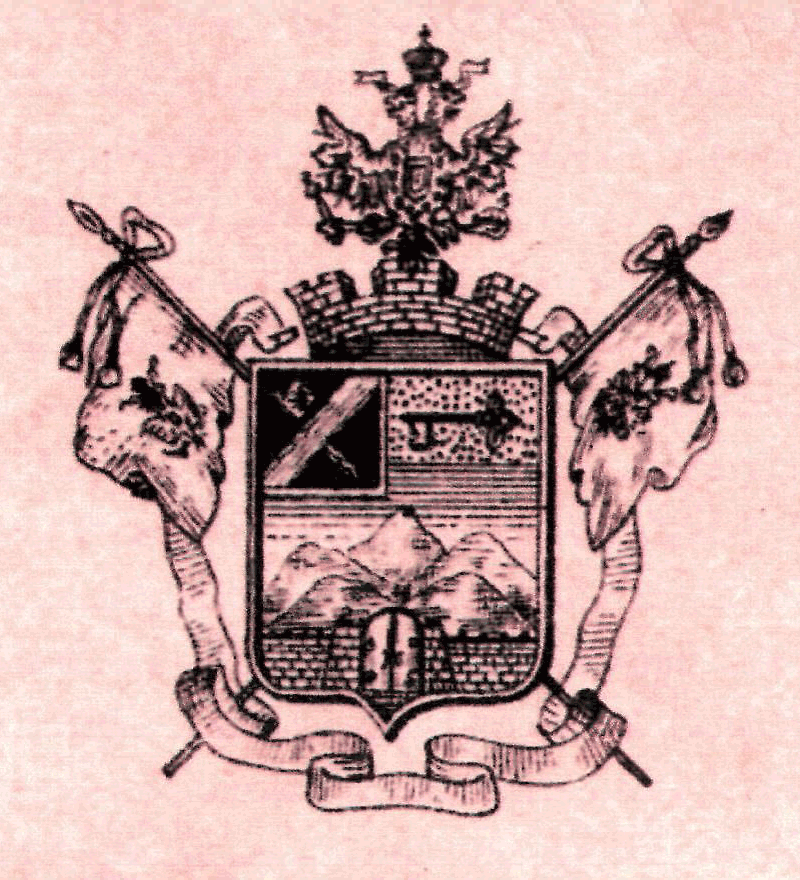
Герб с бланка городского секретаря (1897)

Согласно П. П. Винклеру, герб Владикавказа и Терской области утверждён Императором Александром II 31 марта 1873 года:
В чёрном щите серебряная волнообразная перевязь влево, за которой, в перевязь вправо, Императорский штандарт на золотом древке. Щит увенчан древней царской короной и окружён золотыми дубовыми листьями, соединёнными Александровской лентой.
Однако, на бланках владикавказского городского секретаря (1897), металлических должностных знаках сельских судей, фасадных досках взаимного страхования, жетонах Владикавказской Ж.Д., печатях городской управы был изображён иной герб:
В лазуревом поле на фоне гор золотые крепостные ворота меж двух башен. В главе золотой ключ. В вольной части герб Терской области.
Подлинные документы истории создания герба Владикавказа хранятся в фондах Российского государственного исторического архива.
В настоящее время, несмотря на то что герб Владикавказа повсеместно используется местными органами власти, он не зарегистрирован в государственном геральдическом регистре Российской Федерации, так как «не подходит по некоторым критериям». По сообщениям СМИ в настоящее время идёт обсуждение нового герба Владикавказа.

Проект герба Владикавказа - большой, средний и малый

В 2014 году был разработан проект герба Владикавказа под авторством В.Э.Коваля.